# Symphonie no 99 de Joseph Haydn
La Symphonie no 99 en mi bémol majeur, Hob. I: 99 a été composée par Joseph Haydn en 1793 lors de son deuxième voyage à Londres. La création eut lieu au Hanover Square Rooms à Londres le 10 février 1794, Joseph Haydn dirigeant depuis le pianoforte. Cette série de concerts présentant des œuvres de Haydn était organisée par son collègue et ami Johann Peter Salomon.

## Structure
La forme de cette symphonie est celle de la symphonie classique en quatre mouvements.
1. Adagio, en mi bémol majeur, à  (18 mesures) - Vivace assai, à
2. Adagio, en sol majeur, à
3. Menuetto ( Allegretto), à 
, Trio en ut majeur
4. Finale : Vivace, à

- Durée de l'exécution : environ 30 minutes

Introduction de l'Adagio :
La lecture audio n'est pas prise en charge dans votre navigateur. Vous pouvez télécharger le fichier audio.
Premier thème du Vivace assai :
La lecture audio n'est pas prise en charge dans votre navigateur. Vous pouvez télécharger le fichier audio.
Second thème du Vivace assai (mesure 71) :
La lecture audio n'est pas prise en charge dans votre navigateur. Vous pouvez télécharger le fichier audio.
Premier thème de l'Adagio :
La lecture audio n'est pas prise en charge dans votre navigateur. Vous pouvez télécharger le fichier audio.
Second thème de l'Adagio (mesure 27) :
La lecture audio n'est pas prise en charge dans votre navigateur. Vous pouvez télécharger le fichier audio.
Introduction du Menuetto :
La lecture audio n'est pas prise en charge dans votre navigateur. Vous pouvez télécharger le fichier audio.
Première reprise du Trio :
La lecture audio n'est pas prise en charge dans votre navigateur. Vous pouvez télécharger le fichier audio.
Introduction du Finale: Vivace :
La lecture audio n'est pas prise en charge dans votre navigateur. Vous pouvez télécharger le fichier audio.

## Orchestration
| Instrumentation de la symphonie no 99                                                                                  |
| Cordes |
| Premiers violons, seconds violons (avec des sourdines dans le deuxième mouvement), altos, violoncelles et contrebasses |
| Bois |
| 2 flûtes, 2 hautbois, 2 clarinettes, 2 bassons                                                                         |
| Cuivres |
| 2 cors, 2 trompettes                                                                                                   |
| Percussions |
| timbales |

Lors de la création, Joseph Haydn dirige l'orchestre au pianoforte. C'est la première symphonie de Haydn comportant des parties de clarinettes.